# Галяга, Алина Михайловна
Алина Галяга (укр. Галяга Аліна Михайлівна, англ. Galiaga Alina; род. 31 мая 1990, Днепропетровск) — украинская шашистка, мастер спорта Украины международного класса.
Многократная чемпионка и призёр национальных и международных чемпионатов по шашкам-64 и шашкам-100. Ведущая спортсменка Днепропетровской области. Чемпионка Украины среди молодёжи 2013 года.
Мастер ФМЖД по шашкам-64 с 2008 года. Мастер спорта Украины (2008).

## Образование
- В 2005 году окончила коммунальное заведение образования гимназию Ленинского района.
- Поступила в государственное высшее учебное заведение «Днепропетровский индустриальный колледж» и получила квалификацию социальный работник (2005-2009). За отличную учёбу, активное участие в общественной жизни колледжа и роботу в школе волонтёров А. Галяге назначили стипендию имени И. П. Борисова. Выпустилась с красным дипломом.
- С отличием завершила Днепродзержинский государственный технический университет и получила полное высшее образование, приобретя квалификацию специалиста по социологии.
- В 2014 году получает второе высшее образование в Классическом приватном университете по направлению «Физическое воспитание».

## Спортивная карьера
Научилась играть в шашки ещё в дошкольном возрасте. Первый тренер, Д. С. Мариненко, так пишет о своей воспитаннице:

Можу зазначити, що це була дуже хороша, лагідна та мила домашня дитина. Мама, Світлана Андріївна, бабуся чи дідусь приводили чи забирали Алю з занять в ДЮСШ майже до самого мого від'їзду з Дніпропетровська. Як бачите меня дуже пощастило з вихованцями, і тому я з радістю працював з такими хорошими та розумними дітками... Після переїзду до Вінниці я сильно захворів. Все боліло – думав, що вмру, і дуже велику радість мав від звістки, що 12-річна Аліна Галяга стала чемпіонкою Дніпропетровської області серед жінок (!). 
Первым успехом на международной арене можно считать 2001 год. Галяга Алина в г. Бендеры (Молдова) в стала победительницей чемпионата мира по блицу среди мини-кадеток.
Далее последовал и первый крупный успех среди женщин, который был достигнут в 2003 году, когда 12-летняя Аля Галяга стала чемпионкой Днепропетровской области среди женщин. В турнире принимали участие такие именитые спортсменки, как международный гроссмейстер Людмила Сивук, Елена Короткая, Екатерина Котенко и др.
Трёхкратная чемпионка Европы по русским шашкам:
- 2003 год среди девушек до 13 лет в классической игре;
- 2003 год среди девушек до 13 лет в  молниеносной игре;
- 2011 год среди молодёжи до 23 лет в быстрой игре.

Четырехкратная чемпионка мира по русским шашкам:
- 2001 год среди мини-кадеток до 13 лет в молниеносной игре;
- 2009 год среди юниорок до 19 лет в быстрой игре;
- 2012 год среди молодёжи до 23 лет в молниеносной игре;
- 2012 год среди молодёжи до 23 лет в классической игре[3].

Участница чемпионата мира по русским шашкам 2011 года (заняла 11-е место в основной программе) и чемпионата мира по русским шашкам 2013 года (заняла 14-е место в основной программе, 10-е в программе быстрые шашки и 9-е в блице).